# 馬克 (科羅拉多州)
馬克（英語：Mack）是位於美國科羅拉多州梅薩縣的一個非建制地區。該地的面積和人口皆未知。

## 地理
馬克的座標為38°13′26″N 108°51′54″W / 38.22389°N 108.86500°W，而該地的平均海拔高度為1338米（即4521英尺）。